# Rize
Rize (tiếng Hy Lạp: ρίζα, tiếng Laz: რიზინი, tiếng Gruzia: რიზე, , tiếng Thổ Nhĩ Kỳ Ottoman: ريزه) là một thành phố nằm trong tỉnh Rize của Thổ Nhĩ Kỳ bên bờ Biển Đen. Thành phố Rize có diện tích km2, dân số thời điểm năm 2009 là 96.503 người. Đây là thành phố lớn thứ 91 tại Thổ Nhĩ Kỳ.

## Khí hậu
| Dữ liệu khí hậu của Rize                     | Dữ liệu khí hậu của Rize | Dữ liệu khí hậu của Rize | Dữ liệu khí hậu của Rize | Dữ liệu khí hậu của Rize | Dữ liệu khí hậu của Rize | Dữ liệu khí hậu của Rize | Dữ liệu khí hậu của Rize | Dữ liệu khí hậu của Rize | Dữ liệu khí hậu của Rize | Dữ liệu khí hậu của Rize | Dữ liệu khí hậu của Rize | Dữ liệu khí hậu của Rize | Dữ liệu khí hậu của Rize |
| Tháng                                        | 1                        | 2                        | 3                        | 4                        | 5                        | 6                        | 7                        | 8                        | 9                        | 10                       | 11                       | 12                       | Năm                      |
| -------------------------------------------- | ------------------------ | ------------------------ | ------------------------ | ------------------------ | ------------------------ | ------------------------ | ------------------------ | ------------------------ | ------------------------ | ------------------------ | ------------------------ | ------------------------ | ------------------------ |
| Cao kỉ lục °C (°F)                           | 24.0 (75.2)              | 28.1 (82.6)              | 32.6 (90.7)              | 35.8 (96.4)              | 38.2 (100.8)             | 36.1 (97.0)              | 35.4 (95.7)              | 35.6 (96.1)              | 35.0 (95.0)              | 33.8 (92.8)              | 30.4 (86.7)              | 26.7 (80.1)              | 38.2 (100.8)             |
| Trung bình ngày tối đa °C (°F)               | 11.0 (51.8)              | 11.1 (52.0)              | 12.9 (55.2)              | 15.9 (60.6)              | 20.2 (68.4)              | 24.9 (76.8)              | 27.4 (81.3)              | 28.1 (82.6)              | 25.4 (77.7)              | 21.4 (70.5)              | 16.7 (62.1)              | 13.0 (55.4)              | 19.0 (66.2)              |
| Trung bình ngày °C (°F)                      | 6.9 (44.4)               | 6.8 (44.2)               | 8.7 (47.7)               | 11.8 (53.2)              | 16.6 (61.9)              | 21.2 (70.2)              | 23.8 (74.8)              | 24.5 (76.1)              | 21.2 (70.2)              | 17.2 (63.0)              | 12.1 (53.8)              | 8.7 (47.7)               | 15.0 (59.0)              |
| Tối thiểu trung bình ngày °C (°F)            | 3.9 (39.0)               | 3.7 (38.7)               | 5.4 (41.7)               | 8.5 (47.3)               | 13.2 (55.8)              | 17.5 (63.5)              | 20.5 (68.9)              | 21.2 (70.2)              | 17.7 (63.9)              | 13.9 (57.0)              | 8.8 (47.8)               | 5.6 (42.1)               | 11.7 (53.1)              |
| Thấp kỉ lục °C (°F)                          | −6.5 (20.3)              | −6.6 (20.1)              | −7 (19)                  | −2.8 (27.0)              | 4.0 (39.2)               | 7.8 (46.0)               | 12.0 (53.6)              | 13.4 (56.1)              | 4.6 (40.3)               | 2.5 (36.5)               | −2.6 (27.3)              | −4 (25)                  | −7.0 (19.4)              |
| Lượng Giáng thủy trung bình mm (inches)      | 223.1 (8.78)             | 170.5 (6.71)             | 154.0 (6.06)             | 90.5 (3.56)              | 96.6 (3.80)              | 148.4 (5.84)             | 163.4 (6.43)             | 192.5 (7.58)             | 265.1 (10.44)            | 307.3 (12.10)            | 246.0 (9.69)             | 252.1 (9.93)             | 2.309,5 (90.93)          |
| Số ngày giáng thủy trung bình                | 15.53                    | 14.43                    | 16.83                    | 15.63                    | 15.73                    | 15.97                    | 14.37                    | 15.10                    | 15.27                    | 15.73                    | 13.60                    | 15.27                    | 183.5                    |
| Số giờ nắng trung bình tháng                 | 62.0                     | 84.8                     | 114.7                    | 144.0                    | 179.8                    | 195.0                    | 176.7                    | 161.2                    | 156.0                    | 127.1                    | 87.0                     | 58.9                     | 1.547,2                  |
| Số giờ nắng trung bình ngày                  | 2.0                      | 3.0                      | 3.7                      | 4.8                      | 5.8                      | 6.5                      | 5.7                      | 5.2                      | 5.2                      | 4.1                      | 2.9                      | 1.9                      | 4.2                      |
| Nguồn: Cơ quan Khí tượng Nhà nước Thổ Nhĩ Kỳ |                          |                          |                          |                          |                          |                          |                          |                          |                          |                          |                          |                          |                          |

## Dân số
| Năm  | Dân số |
| ---- | ------ |
| 1975 | 36,044 |
| 1980 | 43,407 |
| 1985 | 50,221 |
| 1990 | 52,031 |
| 1997 | 73,420 |
| 2000 | 78,144 |
| 2009 | 96,503 |